# بونجور (برمجيات)
بونجور (بالإنجليزية: Bonjour) هو تنفيذ شركة أبل لتقنية الشبكات بدون تهيئة مسبقة (زيروكونف)، وهي مجموعة من التقنيات التي تشمل اكتشاف الخدمات وتعيين العناوين، وحل أسماء المضيفين. يقوم بونجور بتحديد الأجهزة مثل الطابعات وأجهزة الكمبيوتر الأخرى والخدمات التي تقدمها تلك الأجهزة على الشبكة المحلية، وذلك باستخدام سجلات خدمة إم-دي-إن-إس (نظام أسماء النطاقات متعدد البث).
يأتي البرنامج مدمجًا ضمن أنظمة تشغيل ماكينتوش وآي أو إس الخاصة بشركة أبل. كما يمكن تثبيت برنامج بونجور على أجهزة الكمبيوتر التي تعمل بنظام الويندوز من شركة مايكروسوفت. قد تًضمن مكونات برنامج بونجور ضمن برامج أخرى مثل آي تيونز وسفاري.
قُدم لأول مرة في عام 2002 مع نظام التشغيل ماكينتوش X 10.2 تحت اسم رانديفو، ثم تغير اسمه إلى بونجور في عام 2005 بعد تسوية نزاع قانوني خارج المحكمة حول العلامة التجارية.

## نظرة عامة
يوفر بونجور طريقة عامة لاكتشاف الخدمات على شبكة محلية. جيث يُستخدم هذا البرنامج على نطاق واسع في نظام التشغيل ماكينتوش، ويسمح للمستخدمين بإعداد شبكة دون الحاجة إلى أي إعدادات أو تكوين.اعتباراً من عام 2010 يُستخدم نظام بونجور للعثور على الطابعات وخوادم مشاركة الملفات.
تشمل التطبيقات البارزة التي تستخدم بونجور ما يلي:
- آي تيونز للعثور على الموسيقى المشتركة
- أي فون للعثور على الصور المشتركة
- آديوم، وبيدجن، وخادم فاين، وإلجاتو آي-تي-في للتواصل مع عدة عملاء.
- ساب-إيثا-إديت للعثور على المتعاونين في تحرير المستندات.
- سوليدووركس وفوتو-فيو 360 لإدارة التراخيص.
- ثينغز وأومني-فوكس لمزامنة المشاريع والمهام بين سطح المكتب على جهاز ماك وأجهزة آيباد وآيفون وآيبود تاتش.
- سفاري للعثور على خوادم الويب المحلية وصفحات التكوين الخاصة بالأجهزة المحلية.

يمكن استخدام برامج مثل متصفح بونجور أو آي ستامبلر -وكلاهما لنظام التشغيل ماكينتوش-، لعرض جميع الخدمات التي تعلن عنها هذه التطبيقات. كما يستخدم تطبيق آبل "ريموت" لأجهزة آيفون وآي بود تاتش بروتوكول بونجور لإنشاء اتصال بمكتبات آي تونز عبر شبكة واي-فاي.
يعمل بونجور فقط ضمن نطاق بث واحد، والذي يكون عادةً في منطقة صغيرة دون الحاجة إلى إعدادات دي-إن-إس خاصة. يمكن تكوين نظام التشغيل ماكينتوش وبونجور لنظام ويندوز ومحطات إيربورت الأساسية لاستخدام بونجور على نطاق واسع (بونجور واسع النطاق)، مما يتيح اكتشاف الخدمات على نطاق أوسع من خلال خادم دي-إن-إس مُعد بالشكل المناسب.
تقوم التطبيقات عمومًا بتنفيذ خدمات بونجور باستخدام نداءات حزمة بروتوكولات الإنترنت القياسية، وليس ضمن نظام التشغيل نفسه. وعلى الرغم من أن نظام التشغيل ماكينتوش يوفر العديد من خدمات بونجور، إلا أن بونجور يعمل أيضًا على أنظمة تشغيل أخرى. وقد أتاحت آبل الشيفرة المصدرية لمستجيب بونجور لـ متلكاست دي-إن-إس، وهو المكوّن الأساسي لاكتشاف الخدمات، كمشروع مفتوح المصدر ضمن مشروع داروين. ويوفر هذا المشروع الشيفرة المصدرية لبناء خادم المستجيب (دايمون) لمجموعة واسعة من المنصات، بما في ذلك: نظام التشغيل ماكينتوش 9، ونظام التشغيل ماكينتوش، ولينكس، وبي-إس-دي، وسولاريس، وفي إكس ووركس، وويندوز. كما توفر آبل مجموعة من الخدمات القابلة للتثبيت من قبل المستخدم باسم بونجور لنظام ويندوز، بالإضافة إلى مكتبات لـ جافا.

## وصلات خارجية
- الموقع الرسمي، موارد المطورين من آبل.
- دعم أبل، دعم بونجور من آبل.
- أنواع خدمات دي إن إس إس آر في (RFC 2782) – قائمة بأنواع خدمات بونجور المسجلة رسميًا.
- بونجور: الموقع الرسمي لبونجور على ماك أو إس فورج.
- زيروكونف – موقع يحتوي على عدد كبير من الروابط المفيدة، يشرف عليه ستيوارت تشيشاير.